# Kathryn Thornton
Kathryn Ryan Cordell Thornton dr. (Montgomery, Alabama, 1952. augusztus 17.–) amerikai tudós, űrhajósnő.

## Életpálya
1974-ben az Auburn Egyetemen szerzett diplomát. 1977-ben az University of Virginia keretében fizikából doktorált, 1979-ben megvédte doktori címét (Ph.D.). A NATO megbízásából a Max Planck Magfizikai Intézetben, Heidelbergben (Németország) végzett kutatást. 1980-tól a hadsereg Foreign Tudományos és Technológiai Központjának fizikusa.
1984. május 23-tól a Lyndon B. Johnson Űrközpontban részesült űrhajóskiképzésben. Kiképzett űrhajósként a Vehicle Integration Test Team (VITT) munkatársa. Négy űrszolgálata alatt összesen 40 napot, 15 órát és 14 percet (975 óra) töltött a világűrben. Több mint 21 órás űrsétát (kutatás, szerelés) végzett. Űrhajós pályafutását 1996. augusztus 1-jén fejezte be. Az University of Virginia (Charlottesville) keretében a fizika professzora.

## Űrrepülések
- STS–33, a Discovery űrrepülőgép 9. repülésének küldetés specialistája. Egy űrszolgálata alatt összesen 5 napot, 00 órát, 6 percet és 48 másodpercet töltött a világűrben. 3 400 000 kilométert (2 100 000 mérföldet) repült, 79 kerülte meg a Földet.
- STS–49, az Endeavour űrrepülőgép első repülésének küldetés specialistája. A legénység visszanyerte a Syncom 4 F–3 kommunikációs műholdat – hajtóműcserét végezve – majd, újra pályairányba állította. Az  űrsétával összekötött műholdjavítás mellett űrállomás szerelési munkákat gyakorolt. Egy űrszolgálata alatt összesen 8 napot, 21 órát és 17 percet (213 óra) töltött a világűrben. 5 948 166 kilométert (3 696 019 mérföldet) repült, 141 kerülte meg a Földet.
- STS–61, az Endeavour űrrepülőgép 5. repülésének küldetés specialistája. A legénység tagjai megjavították a Hubble–űrteleszkóp hibás optikáját. Egy űrszolgálata alatt összesen 10 napot, 19 órát és 58 percet (260 óra) töltött a világűrben. 7 135 464 kilométert (4 433 772 mérföldet) repült, 163 kerülte meg a Földet.
- STS–73, a Columbia űrrepülőgép 18. repülésének hasznos teher parancsnoka. A Mikrogravitációs laboratóriumban (USML) végrehajtandó kereskedelmi jellegű kutatási, kísérleti feladatok felelőse. Egy űrszolgálata alatt összesen 15 napot, 21 órát és 53 percet (382 óra) töltött a világűrben. 10 600 000 kilométert (6 600 000 mérföldet) repült, 255 kerülte meg a Földet.